# Hepacivirus
Hepacivirus és un gènere de virus dins la família Flaviviridae. Se n'han classificat 14 espècies, classificats de Hepacivirus A a Hepacivirus N, L 'únic membre del gènere que infecta els humans és el virus de l'hepatitis C, pertanyent a l'espècie Hepacivirus C, encara que els Hepacivirus, com altres Flaviviridae, infecten mamífers. En humans està associat també amb el carcinoma hepatocel·lular.